# Wultschau
Wultschau ist eine Ortschaft und eine Katastralgemeinde der Gemeinde Moorbad Harbach im Bezirk Gmünd in Niederösterreich mit 127 Einwohnern (Stand 1. Jänner 2024).

## Geografie
Das Dorf befindet sich nordöstlich des Nebelsteins (1017 m ü. A.) und westlich von Weitra. Durch den Ort fließt der Wultschaubach, der knapp vor Weitra in die Lainsitz einfließt. Am 1. April 2020 umfasste die Ortschaft 51 Adressen.

## Geschichte
Im Jahr 1822 wurde der Ort als Dorf mit 36 Häusern genannt, das nach Weitra eingepfarrt war und die Kinder zur Einschulung nach Reinprechts kamen. Die Herrschaft Weitra besaß die Ortsobrigkeit, übte die Landgerichtsbarkeit aus und besorgte die Konskription. Die Untertanen und Grundholde des Ortes gehörten dem Bürgerspital und der Herrschaft Weitra.
Laut Adressbuch von Österreich waren im Jahr 1938 in der Ortsgemeinde Wultschau zwei Gastwirte, ein Gemischtwarenhändler, eine Holzgerätehändler, zwei Müller mit Sägewerk, ein Tischler und zahlreiche Landwirte ansässig. Zudem gab es ein Elektrizitätswerk. Im Zuge der Niederösterreichischen Kommunalstrukturverbesserung trat die damalige Ortsgemeinde Wultschau per 1. Jänner 1971 der Gemeinde Harbach bei.

## Siedlungsentwicklung
Zum Jahreswechsel 1979/1980 befanden sich in der Katastralgemeinde Wultschau insgesamt 51 Bauflächen mit 26.736 m² und 36 Gärten auf 8.662 m², 1989/1990 waren es 50 Bauflächen. 1999/2000 war die Zahl der Bauflächen auf 213 angewachsen und 2009/2010 waren es 104 Gebäude auf 203 Bauflächen.

## Landwirtschaft
Die Katastralgemeinde ist landwirtschaftlich geprägt. 348 Hektar wurden zum Jahreswechsel 1979/1980 landwirtschaftlich genutzt und 255 Hektar waren forstwirtschaftlich geführte Waldflächen. 1999/2000 wurde auf 314 Hektar Landwirtschaft betrieben und 280 Hektar waren als forstwirtschaftlich genutzte Flächen ausgewiesen. Ende 2018 waren 300 Hektar als landwirtschaftliche Flächen genutzt und Forstwirtschaft wurde auf 285 Hektar betrieben. Die durchschnittliche Bodenklimazahl von Wultschau beträgt 20,3 (Stand 2010).

## Persönlichkeiten
- Gerhard Scholz (1898–unbekannt), deutscher Politiker (KPD) und Mitglied des Preußischen Abgeordnetenhauses